# Garifuna
Garifuna (pl. Garinagu; Carif, Crni Karibi, Black Caribs), tamnoputi indijanski narod karipskog porijekla, danas naseljen u srednjoameričkim državama Honduras, Belize, Gvatemala i Nikaragva. Ime Crni Karibi nose zbog svoje veoma tamne puti zbog koje su sličniji crncima nego Indijancima. Ovu tamnu put Karibi su naslijedili miješanjem s crnačkim stanovništvom na srednjoameričkoj obali, nakon što ih je dio 1795. s antilskog otoka Sveti Vincent deportiran na otok Roatán pred honduraskom obalom.
Od 2009. godine jezik, ples i glazba naroda Garifuna je UNESCO-ova nematerijalna svjetska baština.

## Populacija
Populacija Garifuna danas iznosi oko 98,000 u Hondurasu (1993 Ramon D. Rivas), a žive u 37 sela u kraju od Masca u departmanu Cortés i Plaplaya najistočnijeg sela u departmanu Gracias a Dios. Na području Belizea žive u šest sela i ima ih 12,274 (1991 popis). U Gvatemali ih ima 16,700, gdje također žive uz obalu u dva sela Livingston i Puerto Barrios. Najizoliranija skupina živi u Nikaragvi, 1,500 (1982 Meso-America) u selu Orinoco.

## Jezik
Crni Karibi govore jezikom carib kojeg jezikoslovci klasificiraju porodici arawakan, a ne karipskoj.